# 良感寺
良感寺（りょうかんじ）は、東京都豊島区にある浄土宗の寺院。

## 概要
1626年（寛永3年）、良感によって開山された。元々は小石川同心町（現・東京都文京区春日2丁目・小日向4丁目）に位置していたが、後に下谷坂本町（現・東京都台東区下谷・根岸付近）に移転し、1915年（大正4年）に現在地に移転した。
現在の本尊は阿弥陀如来であるが、かつては弘法大師作といわれている地蔵菩薩であり、下谷坂本町時代は「入谷のお地蔵さん」と呼ばれていた。この地蔵とは別に、高村光雲作の「阿覚地蔵」もある。

## 墓所
- 万亭応賀（戯作者）

## 交通アクセス
- 西巣鴨駅より徒歩7分。